# Parcul Național Amboseli
2°38′29″S 37°14′53″E / 2.64139°S 37.24806°E

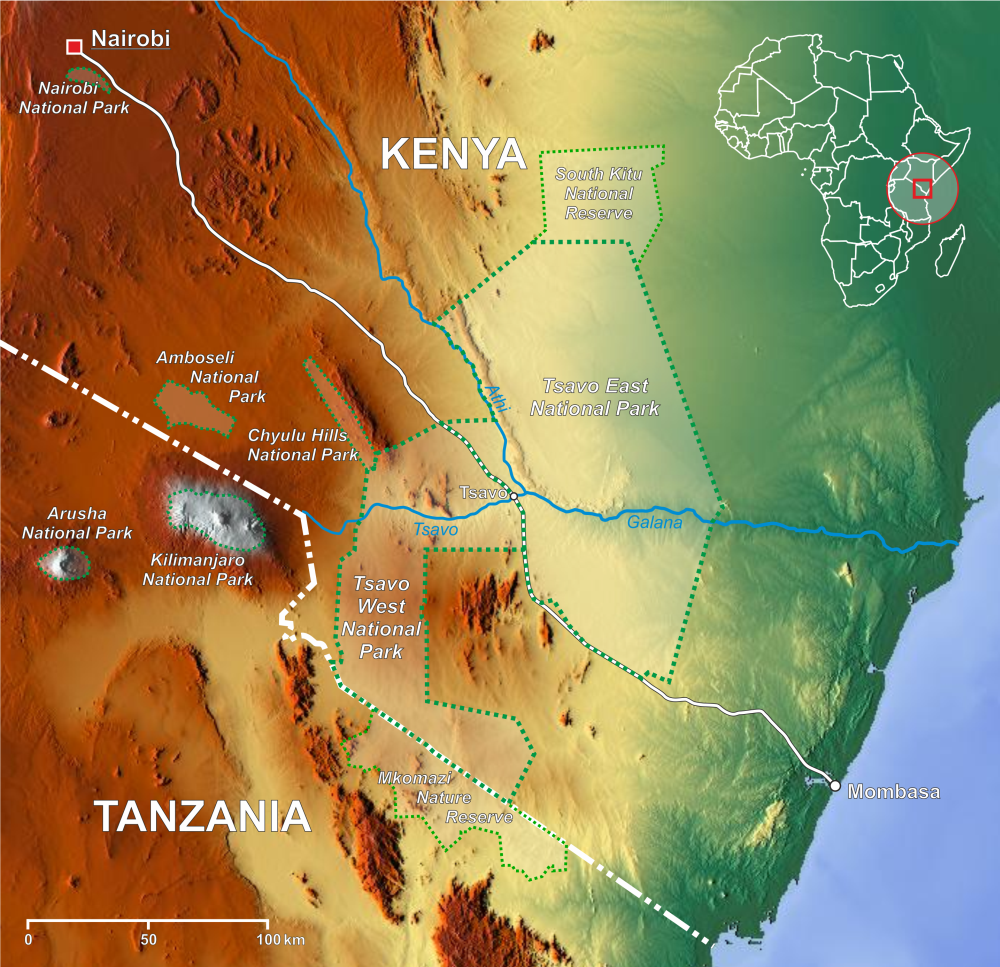
Parcul Național Amboseli

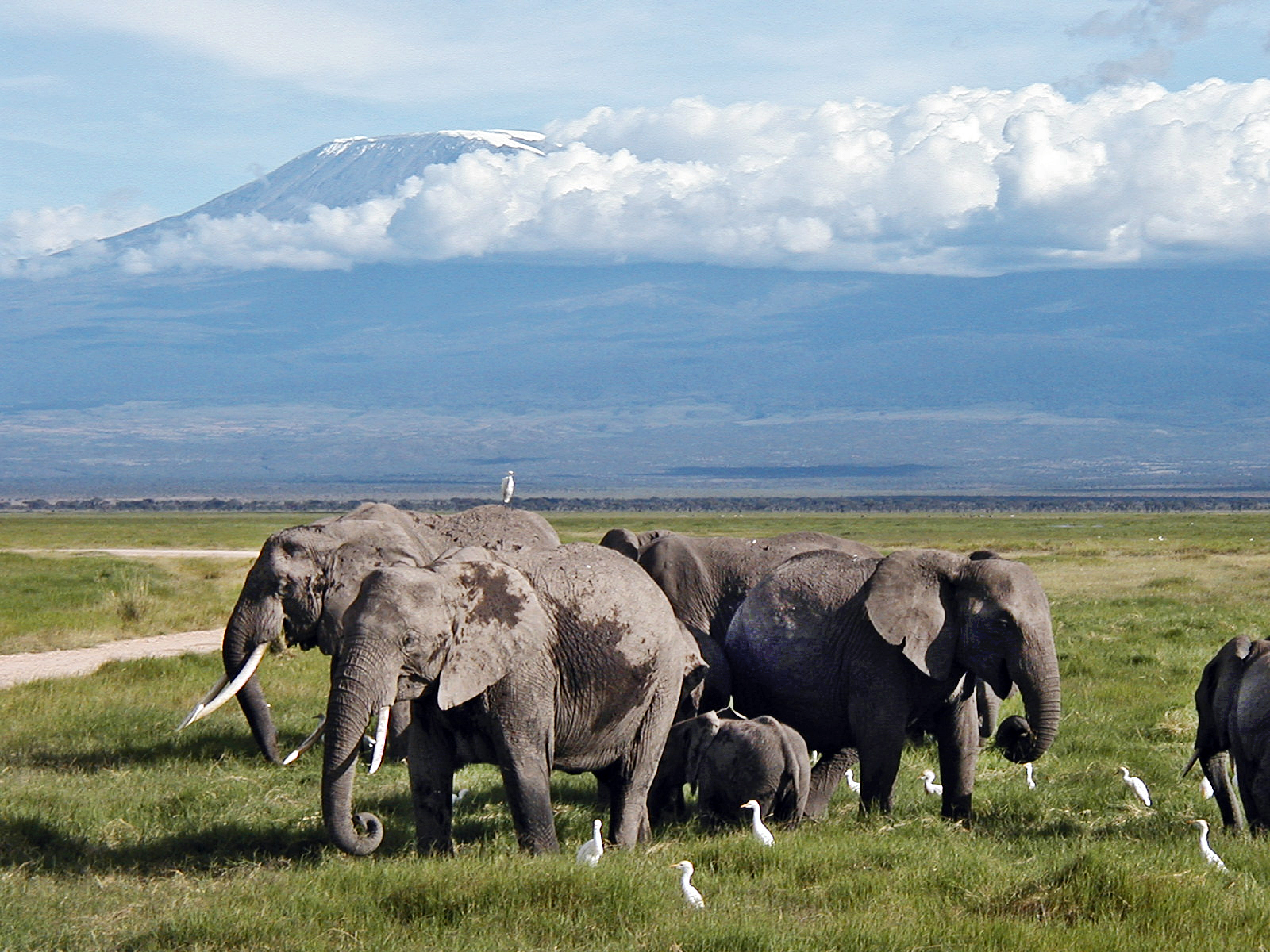

Parcul Național Amboseli este situat în partea de sud-vest a Keniei direct la granița cu Tanzania. Populația din regiunea parcului sunt masai care se ocupă în special cu creșterea vitelor și nu acceptă vânători străini în apropiere din care cauză animalele sălbatice din parc se află în siguranță. Astfel s-a reușit păstrarea populației de elefanți africani, care sunt într-un efectiv de 800 în parc, care ocupă o suprafață de 390 km2. Există un proiect care se ocupă din anul 1972 cu cercetarea comportării elefanților în turmă. Din parc se poate vedea vârful Kibo cel mai înalt pisc din masivul Kilimanjaro (5.895 m) situat în Tanzania. Masivul muntos situat în apropiere influențează clima și cantitatea de precipitații din regiune. Peisajul parcului este caracterizat prin praful alcalin abundent, crânguri de salcâmi, smârcuri și savane deschise. Lacul „Lake Amboseli” ocupă o treime din suprafața parcului, dar este numai sezonal plin cu apă. In centrul parcului se află o stație safari pentru turiști care mai au posibilitatea să doarmă în corturi. In apropiere se află o pistă pentru avioane mici. Parcul este păzit tot anul contra branconierilor.